# Yli-Liakka
Yli-Liakka je obec, tvořící část města Tornio v severofinské provincii Laponsko (Lappi). Nachází se přibližně 10 kilometrů severně od centra Tornia. Na konci roku 2006 v obci žilo 303 obyvatel. V obci se nachází dvě školy – Yli-Liakan koulu a Kourilehdon koulu.